# Riksförbundet för ME-patienter
Riksförbundet för ME-patienter (RME) är en svensk funktionsrättsorganisation och patientförbund för patienter med sjukdomen ME - Myalgisk Encefalomyelit. Ibland även kallad ME/CFS. Förr benämndes sjukdomen Kroniskt trötthetssyndrom.   
RME bildades år 1993 med en tydlig vision: att varje människa som lider av ME (myalgisk encefalomyelit) ska kunna leva ett liv med fullgod livskvalitet. ME är en kronisk sjukdom som inverkar på kroppens energiproduktion, immunförsvar och nervsystem. Sjukdomen, som idag drabbar minst 40 000 svenskar, är en av de mest funktionsnedsättande sjukdomarna som finns. De allra flesta insjuknar i samband med en infektion.   
RME har 2605 medlemmar (maj 2024) och består av regionföreningar utspridda över hela landet. Regionföreningarna anordnar medlemsverksamhet och driver lokala och regionala frågor.  
RME arbetar bl.a med:    
- Att skapa en stark social gemenskap för sina medlemmar samt att erbjuda stöd och kunskap till de drabbade.
- Att säkerställa ME-patienters rätt till korrekt diagnos, adekvat vård och full delaktighet i det allmänna socialförsäkringssystemet.
- Att följa och främja forskningen kring ME samt sprida forskningsresultat och korrekt information om sjukdomen. RME anordnar årligen en internationell konferens riktad till vård och myndigheter.
- Samverkan med nationella och internationella organisationer med liknande syfte.

RME strävar efter att ME-sjuka ska få tillgång till välfungerande specialistvård i varje sjukvårdsregion. De arbetar också för etablerandet av ett nationellt kompetenscentrum för ME, samt svensk klinisk och patientnära forskning med fokus på sjukdomsmekanismer, biomarkörer och behandling.